# Кабирский цикл
«Кабирский цикл» («Кабирская трилогия») — цикл фантастических произведений Генри Лайона Олди (Дмитрия Громова и Олега Ладыженского), действие которого происходит в Средней Азии, в выдуманном государстве Кабирский эмират и несколько веков спустя на его бывшей территории. К прототипам города Кабир относятся средневековые Кабул, Самарканд и Каир. Цикл включает в себя роман «Путь меча», его сиквел «Дайте им умереть» и приквел «Я возьму сам». Действие книг цикла существенно разнесено по времени; в «Я возьму сам» Кабир предстаёт как небольшой городок, которому суждено стать столицей империи; в «Пути меча» — как процветающий торговый город, где сходятся торговые пути периода позднего Средневековья; в «Дайте им умереть» — как город времени написания книги, мегаполис конца XX века.
Основная сюжетная находка, используемая в цикле, заключается в том, что оружие — не инструмент убийства, не средство угрозы, а друг; верный спутник, полноправный партнёр, позволяющий демонстрировать владение боевым искусством. Однако внезапно оружием начинают убивать, в связи с этим персонажи оказываются перед очень сложной моральной дилеммой, с которой они успешно справляются. Одна из главных идей, присутствующих в цикле, — идея необходимости всеобщего взаимопонимания, в данном случае между людьми и оружием.
Ряд исследователей считают «Кабирский цикл» одним из лучших, вершинных произведений Г. Л. Олди.

## Сюжеты и мир

### «Я возьму сам» (1997—1998)
Мир романа очень похож на средневековый Ближний Восток, в котором уже появился ислам; но странами правят люди, благословлённые священными животными-фаррами, и никто не может перечить им, кроме людей с голубыми глазами:7. Гениальный поэт Аль-Мутанабби, спасаясь от песчаной бури, случайно становится участником ритуала передачи власти, и фарр Кабира выбирает его шахом — постороннего чужеземца, и к тому же мусульманина. Каждый раз, когда он чего-то хочет, окружение послушно преподносит это ему, а когда он чего-то не хочет, окружение убирает это. Любое самодурство моментально исполняется — без всяких возражений, потому что возражений не позволяет фарр. Однако Аль-Мутанабби отказывается от подачек и громко заявляет на весь мир: «Я возьму сам!», провозглашает, что Кабиром будет править не фарр, а меч…:7

### «Путь меча» (1994)
В этом романе описан необычайный мир, где Блистающие (холодное оружие) ведут между собой беседы и выбирают сильных и выносливых Придатков (людей). Люди между тем упражняются в боевых искусствах и фехтовании, ведут ритуализированные поединки и подбирают себе подходящее оружие. Возникает впечатление, что это два разных мира, но по сути они очень близки друг к другу. Как-то раз случилось, что один из Блистающих отказался сменить раненого Придатка, а мастер фехтования, лишившийся руки, оставил семейный меч себе. Это привело к ряду событий и заставило мирный Кабир очнуться от восьмисотлетнего сна. Книга описывает путь героя и его спутников, поиск себя и своего места в мире и попытки наладить контакт между разными и в то же время очень похожими мирами:7.

### «Дайте им умереть» (1996)
Действие в этом романе происходит через несколько веков после «Пути меча», язык оружия «понимает» только ребёнок (здесь возникает идея мессианства), взрослые же за эти несколько веков разучились разговаривать со своим оружием. Мир Кабира, описанный в романе, уже современен нам. Блистающие остались лишь в музеях и частных коллекциях, которые ими воспринимаются как тюрьмы или сумасшедшие дома. Люди обладают огнестрельным оружием, имеющим нечто подобное роевому коллективному сознанию, и это оружие очень страдает от боли, когда кто-то открывает огонь на поражение. Но больше никто не слышит голосов Блистающих — кроме одной странной девочки, которая может с десятком кинжалов выйти против отряда автоматчиков и их победить. Роман завершает собой «Кабирский цикл» и ставит точку в истории Блистающих, людей и фарров:8.